# Филип Кристоф фон Зьотерн
Филип Кристоф фон Зьотерн (на немски: Philipp Christoph Reichsritter von Sötern; * 11 декември 1567, Кастелаун; † 7 февруари 1652, Трир) е имперски рицар от Зьотерн, от 1610 до 1652 г. княжески епископ на Шпайер и от 1623 до 1652 г. архиепископ и курфюрст на Курфюрство Трир.
Той води през Тридесетгодишната война приятелска политика към Франция и затова по заповед на императорите Фердинанд II и Фердинанд III е държан затворен от 1635 до 1645 г.